# Stazione di Monzone-Monte dei Bianchi-Isolano
La stazione di Monzone-Monte dei Bianchi-Isolano è una fermata ferroviaria a servizio delle tre omonime frazioni del comune di Fivizzano ubicata nel centro abitato di Monzone.

## Storia
L'impianto fu inaugurato il 25 marzo 1912, contestualmente al tronco di linea proveniente da Gragnola e che terminava a Monzone. Nel 2002 la fermata risultava impresenziata insieme ad altri 25 impianti situati sulla linea.

## Strutture e impianti
L'impianto è esercito come semplice fermata, e dotato dunque di un solo binario di corsa. Era inizialmente dotato di un fascio merci che si estendeva in curva per circa 300 metri. Quest'ultimo era prevalentemente a servizio dell'industria estrattiva del marmo, che qui giungeva attraverso una caratteristica teleferica, e di quella del legno, grazie alla presenza dell'adiacente segheria Walton.
Un breve binario di raccordo lato Aulla, subito dopo il ponte a due arcate sul torrente Lucido, si diramava verso sinistra a servizio della rimessa che ospitava una locomotiva della società marmifera inglese utilizzata per le manovre; tale stabile tutt'oggi esistente, è stato restaurato ad uso di civile abitazione.
La stazione di allora possedeva anche uno scalo merci con un binario tronco (dismesso), un piano caricatore (trasformato in un parcheggio) ed anche un magazzino merci.
Completavano la dotazione dell'impianto un piccolo dormitorio per il personale ferroviario e la classica torre metallica per il rifornimento d'acqua delle locomotive a vapore.
Il fabbricato viaggiatori, completamente ristrutturato, ospita il Museo del Lavoro della Valle del Lucido.
Lato Lucca è presente un passaggio a livello con barriere ed annesso casello, abbandonato.

## Movimento
La fermata è servita dalle corse svolte da Trenitalia sulla ferrovia Lucca-Aulla, nell'ambito del contratto di servizio con la Regione Toscana.

## Servizi
La fermata, cui RFI assegna la categoria bronze, dispone di:
- Servizi igienici

## Interscambi
- Fermata autobus